# 约翰·库内奥
约翰·库内奥（英語：John Cuneo，1928年6月16日—2020年6月2日），澳大利亚男子帆船运动员。他曾代表澳大利亚参加1968年和1972年夏季奥林匹克运动会帆船比赛，其中1972年奥运会获得一枚金牌。